# Stuart A. Staples
Stuart Ashton Staples (Basford (Nottingham), 14 november 1965) is een Engels muzikant uit Nottingham die vooral bekend is als zanger van de Britse band Tindersticks. Hij speelt in die band ook gitaar en bezit een kenmerkend laag stemgeluid.
Voordat hij Tindersticks medeoprichtte, speelde Staples in een band Asphalt Ribbons. Daarnaast heeft hij een tweetal solo-albums uitgebracht (Lucky Dog Recordings 03-04 en Leaving Songs) en de soundtrack van een film geschreven. In april 2019 bracht Staples de soundtrack uit van de sciencefiction film High Life van de Franse regisseuse Claire Denis.

## Solo discografie
- Lucky Dog Recordings 03-04 (2005)
- Leaving Songs (2006)
- Songs for the Young at Heart (2007, met Dave Boulter)
- Arrhythmia (2018)